# Lieke Wevers
Lieke Wevers (Leeuwarden, 17 september 1991) is een Nederlandse turnster. Wevers wordt sinds 2001 getraind door haar vader Vincent Wevers. Het grootste gedeelte van haar carrière bracht zij door bij Bosan TON in Almelo. Later maakte zij samen met haar vader en tweelingzus Sanne Wevers de overstap naar Topsport Noord te Heerenveen.

## Biografie
In tegenstelling tot haar tweelingzus Sanne, die in 2004 als junior internationaal doorbrak, duurde het tot 2009 voordat ze zelf voor het eerst deelnam aan een grote wedstrijd. De vele blessures waren daar de oorzaak van. Bij de Cottbus World Cup won zij het zilver op de balk en werd achtste op de brug. Na een gescheurde kruisband in 2009 en een schouderblessure tijdens de WK van 2010 was operatief ingrijpen noodzakelijk. In 2014 hielp Wevers de Nederlandse ploeg aan een 9de plaats en bij de Europese Spelen 2015 won zij goud op de balk, werd met de Nederlandse ploeg derde en behaalde brons op de individuele meerkamp en op vloer.

## Olympische Spelen
Op de Olympische Spelen van 2016 in Rio de Janeiro behaalde zij met het Nederlandse team de 7 de plaats. Tevens plaatste ze zich voor de finale meerkamp individueel waar zij op de 20ste plaats eindigde.
Wevers heeft zich gekwalificeerd voor de Olympische Spelen 2024 in Parijs.